# 阿爾達鎮區 (內布拉斯加州霍爾縣)
阿爾達鎮區（英語：Alda Township）是位於美國內布拉斯加州霍爾縣的一個行政鎮區。

## 地方資料
阿爾達鎮區的面積為93.22平方千米，當中陸地面積為91.62平方千米，而水域面積為1.60平方千米。根據2020年美國人口普查的數據，當地共有人口879人，而人口密度為每平方千米9.43人。